# Паньчжихуа
Паньчжихуа́ (кит. упр. 攀枝花, пиньинь Pānzhīhūa) — городской округ в провинции Сычуань КНР. Был основан в 1965 году в месте слияния рек Цзиньшацзян и Ялунцзян, зелёные крутые берега которых и дали современное название «Паньчжихуа» («цветок, зацепившийся за кручу»). Центр сталелитейной промышленности Юго-западного Китая.

## История
В 1939 году была образована провинция Сикан, и эти земли вошли в её состав. В 1950 году в провинции Сикан был образован Специальный район Сичан (西昌专区). В 1955 году провинция Сикан была расформирована, и Специальный район Сичан был передан в состав провинции Сычуань.
7 января 1965 года постановлением Госсовета КНР был образован Промышленный район Дукоу (渡口工业区). В феврале 1965 года Госсовет КНР и ЦК КПК, пересмотрев решение, решили создать Особый район Паньчжихуа (攀枝花特区), официально образованный 20 марта 1965 года. В апреле 1965 года, рассмотрев обращение Народного собрания провинции Сычуань, Госсовет КНР преобразовал Специальный район Паньчжихуа в городской округ Дукоу (渡口市), напрямую подчинённый правительству провинции.
В 1973 году было произведено изменение административно-территориального деления Дукоу: промышленные зоны, расположенные вдоль реки Цзиньшацзян, были объединены в Восточный и Западный районы, а остальная территория — в Пригородный район.
Постановлением Госсовета КНР от 8 ноября 1974 года часть территории уезда Юнжэнь Чусюн-Ийского автономного округа провинции Юньнань была передана в состав городского округа Дукоу провинции Сычуань.
В 1978 году был расформирован Округ Сичан (西昌地区), в который в 1970 году был переименован Специальный район Сичан; входившие ранее в его состав уезды Мии и Яньбянь были переданы под юрисдикцию городского округа Дукоу.
В 1981 году Пригородный район был переименован в район Жэньхэ.
В 1987 году городскому округу Дукоу было возвращено название Паньчжихуа.

## Административно-территориальное деление
Городской округ Паньчжихуа делится на 3 района, 2 уезда:
| Карта | Карта  | Карта    | Карта     | Карта        | Карта            | Карта         | Карта                      |
| ----- | ------ | -------- | --------- | ------------ | ---------------- | ------------- | -------------------------- |
|       |        |          |           |              |                  |               |                            |
| #     | Статус | Название | Иероглифы | Пиньинь      | Население (2004) | Площадь (км²) | Плотность населения (/км²) |
| 1     | Район  | Дунцюй   | 东区      | Dōng qū      | 320 000          | 167           | 1916                       |
| 2     | Район  | Сицюй    | 西区      | Xī qū        | 160 000          | 124           | 1290                       |
| 3     | Район  | Жэньхэ   | 仁和区    | Rénhé qū     | 200 000          | 1727          | 116                        |
| 4     | Уезд   | Мии      | 米易县    | Mǐyì xiàn    | 200 000          | 2153          | 93                         |
| 5     | Уезд   | Яньбянь  | 盐边县    | Yánbiān xiàn | 200 000          | 3269          | 61                         |

## Экономика

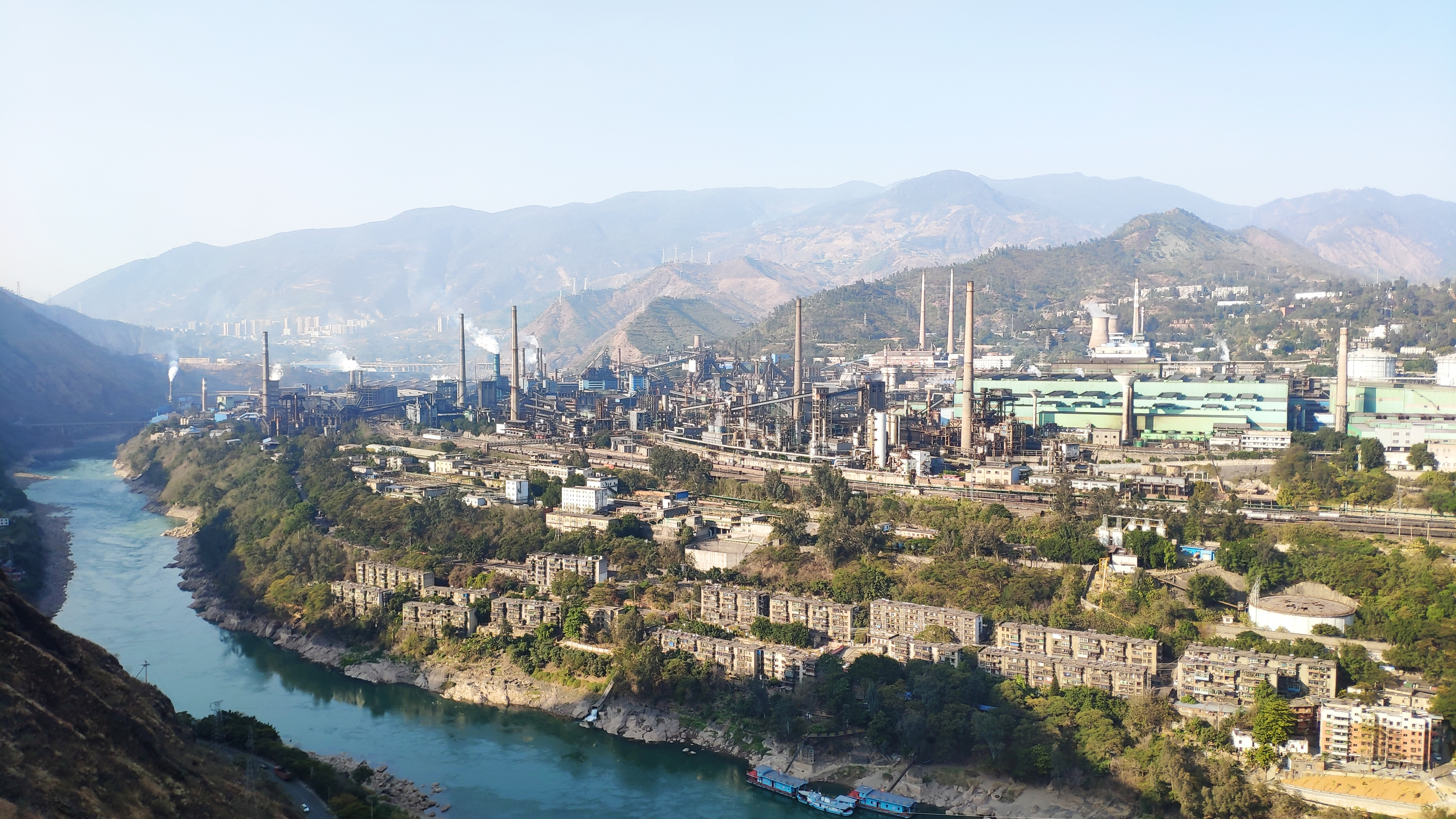
Металлургический комбинат

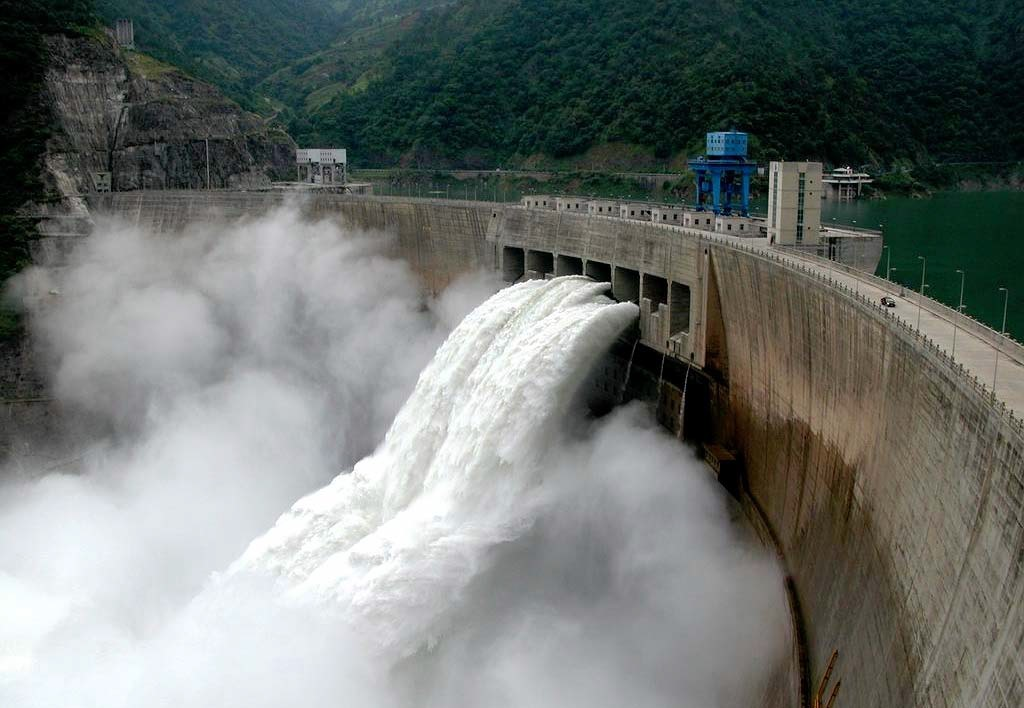
ГЭС Эртань

В округе добывают железную руду, ванадий, кобальт, титан и уголь, а также другие минералы (хром, галлий, скандий, никель, медь, свинец, цинк, марганец, платина).
Компания Panzhihua Iron and Steel (входит в состав Ansteel Group) является крупнейшим производителем ванадия и титана в Китае, а также крупнейшим производителем стали и чугуна в Западном Китае. Кроме того, металлургический комбинат Panzhihua Iron and Steel производит стальные рельсы для высокоскоростных железнодорожных магистралей и стальные пруты.
Кроме металлургической и горнодобывающей промышленности в Паньчжихуа развиты производство цемента, огнеупорных материалов, химических изделий и промышленного оборудования. В 1999 году на реке Ялунцзян введена в эксплуатацию ГЭС Эртань с арочной плотиной.
В округе базируются компании Panzhihua Gangcheng Group, Sichuan Jinsha Cement, Panzhihua Yili Mining, Panzhihua Tianyi Chemical Industry, Panzhihua Panyan Ferroalloy, Panzhihua Dongfang Titanium Industry, Guoxin Machinery Manufacturing и Xuding Machine Manufacturing.

## Транспорт

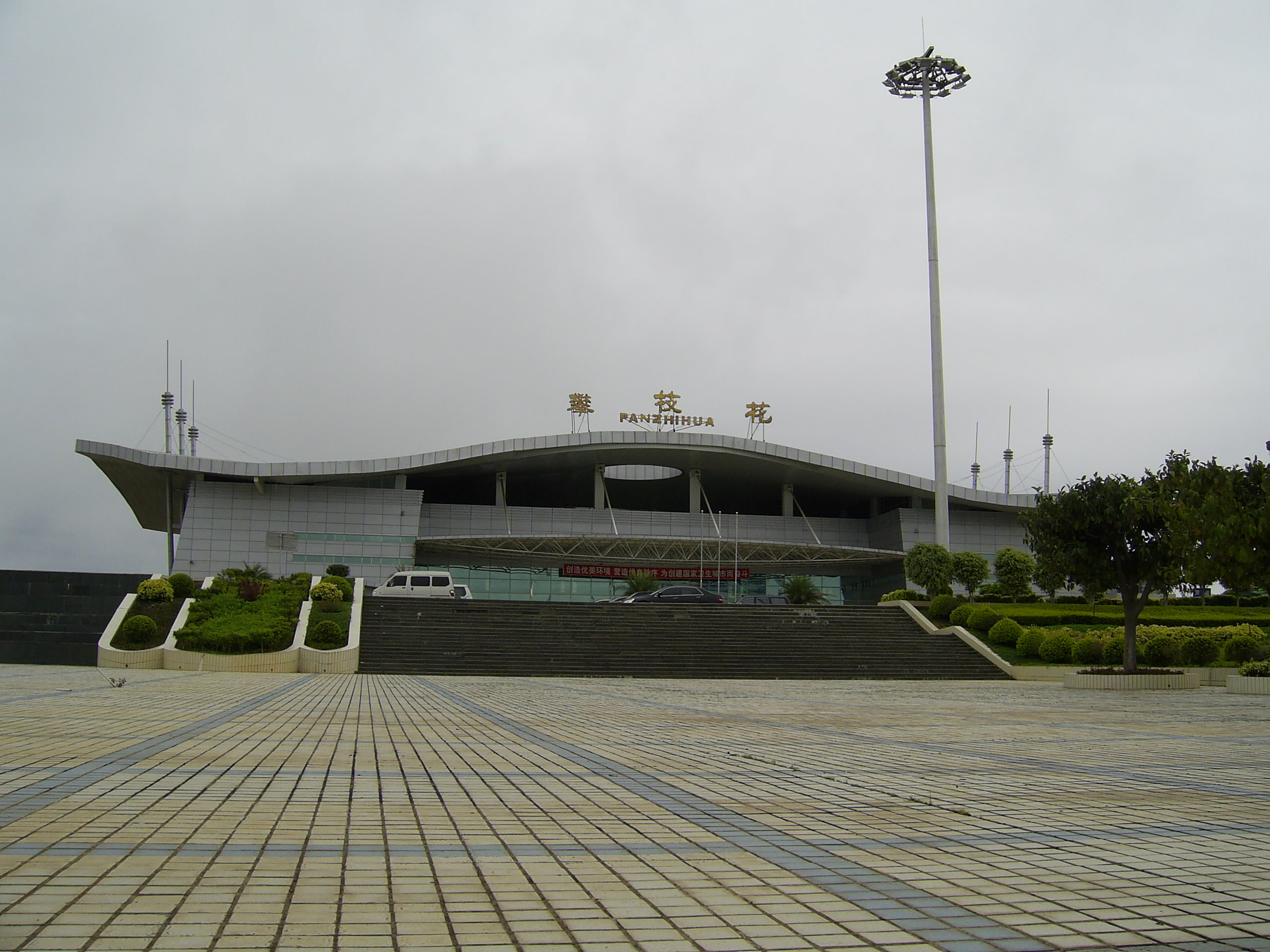
Аэропорт Паньчжихуа

В пределах округа построено свыше десяти мостов через реку Цзиньшацзян. Через Паньчжихуа проходит железная дорога Чэнду — Куньмин.
Округ обслуживает региональный аэропорт Паньчжихуа-Баоаньин, расположенный в районе Дунцюй.

## Образование
- Университет Паньчжихуа